# Saad Bguir
Saad Bguir (arabe : سعد بڤير), né le 22 mars 1994 à Tataouine, est un footballeur international tunisien. Il évolue au poste de milieu offensif au Al-Wehda FC.

## Biographie
Saad Bguir débute avec le Stade gabésien.
Il atteint la finale de la coupe de Tunisie en 2015, son équipe étant battue par l'Étoile du Sahel. Lors de la finale, il inscrit toutefois un but sur coup franc et donne deux passes décisives. Lors du mercato d'été 2015, il rejoint le club de l'Espérance sportive de Tunis pour une durée de quatre ans. À la fin de son contrat en 2019, il signe un contrat de trois ans avec l'Abha SC, nouveau promu dans le championnat d'Arabie saoudite et entrainé par un autre Tunisien, Abderrazek Chebbi. En décembre de la même année, il est élu joueur du mois de ce championnat.
Le 5 novembre 2022, il est appelé en équipe de Tunisie pour participer, du 6 au 13 novembre, à un stage de préparation à la Coupe du monde à Dammam (Arabie saoudite). À l'issue du stage, il ne figure cependant pas dans la liste de joueurs retenus pour participer à la compétition. Frustré par cette décision, Saad Bguir annonce se mettre en retrait de l'équipe nationale et conditionne tout retour dans cette dernière à un départ de Wadie Jary de la tête de la Fédération tunisienne de football (FTF),.

## Carrière
- août 2012-septembre 2015 : Stade gabésien (Tunisie)
- septembre 2015-juillet 2019 : Espérance sportive de Tunis (Tunisie)
- juillet 2019-septembre 2024 : Abha Club (Arabie saoudite)[8]
- depuis septembre 2024 : Al-Wehda Football Club (Arabie saoudite)

## Palmarès

### En clubs
- Championnat de Tunisie : 2017, 2018 et 2019 avec l'Espérance sportive de Tunis
- Coupe de Tunisie :
  - Vainqueur en 2016 avec l'Espérance sportive de Tunis
  - Finaliste en 2015 avec le Stade gabésien
- Supercoupe de Tunisie : 2019 avec l'Espérance sportive de Tunis
- Championnat arabe des clubs : 2017 avec l'Espérance sportive de Tunis
- Ligue des champions de la CAF : 2018 et 2019 avec l'Espérance sportive de Tunis

### En sélection
- Coupe arabe des nations :
  - Finaliste en 2021 avec la Tunisie